# Leutnitzhof
Leutnitzhof (auch: Leugnitzhof genannt) ist eine Wüstung auf dem Gemeindegebiet der Stadt Wallenfels im Landkreis Kronach (Oberfranken, Bayern).

## Geographie
Die Einöde lag auf einer Höhe von 362 m ü. NHN an der Leutnitz, die etwas weiter südwestlich als rechter Zufluss in die Wilde Rodach mündet. Dort führte auch der Wilden Rodach entlang ein Vicinalweg nach Wallenfels (1,5 km südöstlich) bzw. nach Schnabrichsmühle zu einer Chaussee (2 km westlich), die von Kronach nach Lobenstein verlief.

## Geschichte
Gegen Ende des 18. Jahrhunderts bestand Leutnitzhof aus 2 Anwesen. Das Hochgericht übte das bambergische Centamt Wallenfels aus. Der Lehenhof Bamberg war der Grundherr der beiden Halbhöfe. Einer von den Halbhöfen war zu dieser Zeit unbewohnt.
Mit dem Gemeindeedikt wurde Leutnitzhof dem 1808 gebildeten Steuerdistrikt Wallenfels und der 1818 gebildeten Ruralgemeinde Wallenfels zugewiesen. In der zweiten Hälfte des 19. Jahrhunderts ist der Hof abgegangen.

### Einwohnerentwicklung
| Jahr      | 001818 | 001861 |
| Einwohner | 5      | 2      |
| Häuser    | 1      |        |
| Quelle    | [ 4 ]  | [ 1 ]  |

## Religion
Der Ort war ursprünglich katholisch und nach Mariä Geburt (Steinwiesen) gepfarrt.